# حي السعادة (عدن)
حي السعادة هو أحد أحياء مديرية خور مكسر في محافظة عدن اليمنية. يبلغ تعداد سكانه 14006 نسمة حسب التعداد السكاني في اليمن لعام 2004.